# Stadtparkmarathon
Der Stadtparkmarathon ist ein Marathon in Hamburg, der seit 2002 im Oktober stattfindet und vom Laufwerk Hamburg e.V. organisiert wird. Offizieller Name ist "Wittenseer Quelle Stadtparkmarathon".
Bis 2005 hieß die Veranstaltung Alstermarathon und wurde auf einer Wendepunktstrecke ausgetragen, die über den Alsterwanderweg und durch den Hamburger Stadtpark führte. Seit 2006 werden fünf Runden im Stadtpark mit Start und Ziel in der Jahnkampfbahn gelaufen.
Die ursprünglich als Rahmenprogramm gedachte "Marathon-Staffel" weist mittlerweile erheblich mehr Teilnehmer auf als der Marathon selbst (zuletzt 745).

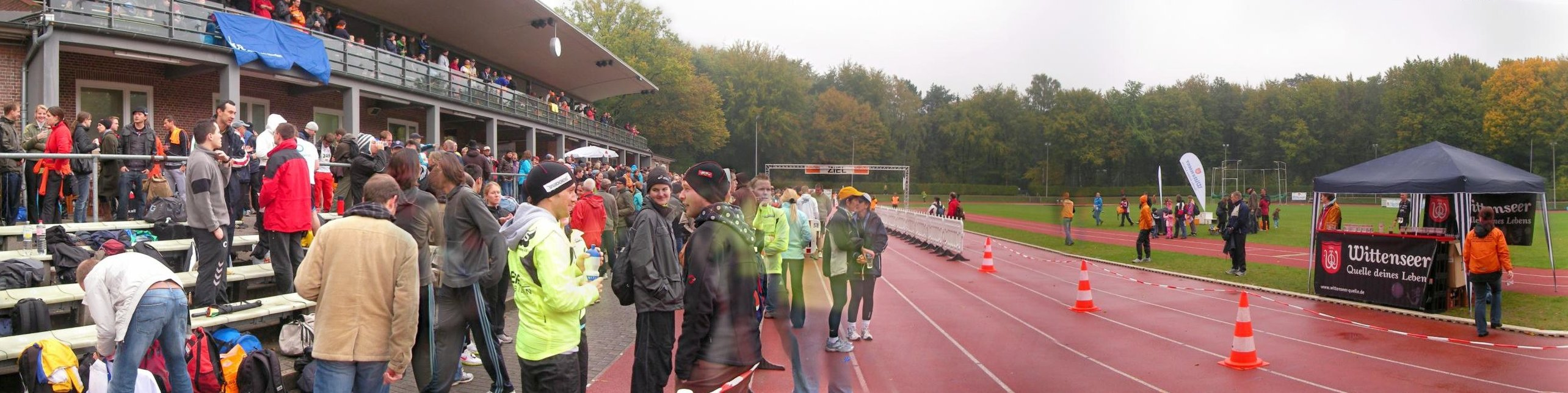
Zieleinlauf 8. Stadtparkmarathon 2009

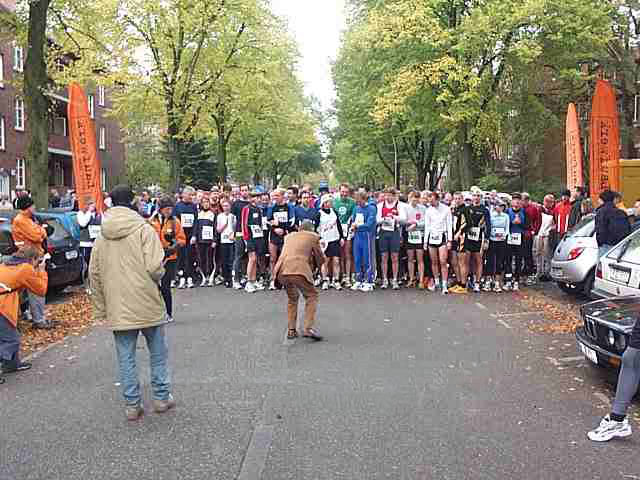
Startaufstellung zum Alstermarathon 2004

## Statistik

### Streckenrekorde
- Männer: 2:39:00, Wladimir Bukalo (UKR), 2004
- Frauen: 3:11:29, Dietlinde Schosnig, 2006

### Siegerliste und Angaben zum Zieleinlauf
| Jahr       | Männer                | Zeit (Std.) | Männer im Ziel | Frauen                 | Zeit (Std.) | Frauen im Ziel |
| ---------- | --------------------- | ----------- | -------------- | ---------------------- | ----------- | -------------- |
| 13.10.2013 | Carsten Jaekel -3-    | 3:04:17     | 12             | Gesine Hoeft           | 4:02:26     | 2              |
| 07.10.2012 | Carsten Jaekel -2-    | 3:01:46     | 18             | Anne Lupke -3-         | 3:11:32     | 3              |
| 02.10.2011 | Carsten Jaekel        | 3:00:25     | 25             | Anne Lupke -2-         | 3:21:34     | 6              |
| 10.10.2010 | Nils Ischdonat        | 2:54:33     | 44             | Anne Lupke             | 3:18:43     | 5              |
| 11.10.2009 | Martin Rütze          | 2:52:25     | 55             | Bärbel Jürgens         | 3:31:14     | 10             |
| 12.10.2008 | Carsten Jaekel        | 2:52:29     | 62             | Dietlinde Schosnig -5- | 3:21:01     | 10             |
| 14.10.2007 | Uwe Walter -2-        | 2:40:13     | 88             | Dietlinde Schosnig -4- | 3:18:18     | 14             |
| 15.10.2006 | Olaf Bruhnke          | 2:45:10     | 130            | Dietlinde Schosnig -3- | 3:11:29     | 18             |
| 16.10.2005 | Heiko Herkel          | 2:50:43     |                | Dietlinde Schosnig -2- | 3:16:31     |                |
| 17.10.2004 | Wladimir Bukalo (UKR) | 2:39:00     |                | Kathrin Schroettke     | 3:17:59     |                |
| 19.10.2003 | Miguel Molero         | 2:43:12     |                | Dietlinde Schosnig     | 3:21:52     |                |
| 13.10.2002 | Uwe Walter            | 2:49:00     |                | Sema Yücel             | 3:22:49     |                |